# Korní záhada pirátských duchů
Korní záhada pirátských duchů (v anglickém originále Korn's Groovy Pirate Ghost Mystery) je desátý díl třetí řady amerického komediálního animovaného televizního seriálu Městečko South Park. 

## Děj
V South Parku se objeví pirátští duchové, kteří způsobí ve městě chaos. Kapela Korn, která během Halloweenu ve městě vystupuje, zjistí, že piráty a jejich loď vytvořil otec Maxi, který hlásal, že je Halloween znevážením Boha. Maxi je zatčen a kapela může pokračovat ve vystupování.